# Стернатія
Стернатія (італ. Sternatia, сиц. Sternatìa) — муніципалітет в Італії, у регіоні Апулія, провінція Лечче.
Стернатія розташована на відстані близько 520 км на схід від Рима, 155 км на південний схід від Барі, 16 км на південь від Лечче.
Населення — 2357 осіб (2014).

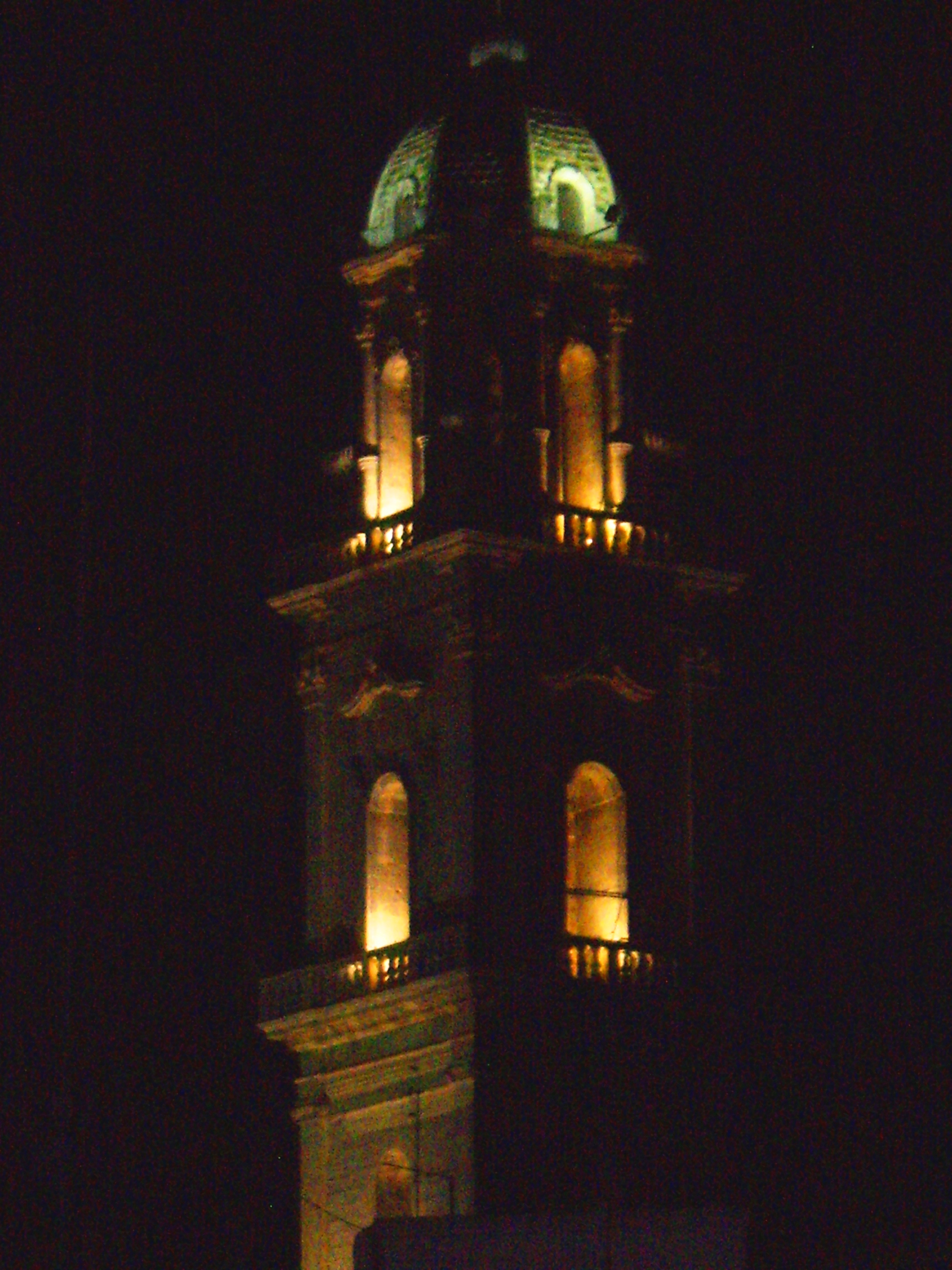

Щорічний фестиваль відбувається 22 серпня. Покровитель — святий Юрій.

## Демографія
Населення за роками:

Станом на 1 січня 2023 року в муніципалітеті офіційно проживали 43 іноземці з 13 країн, серед них 8 громадян країн Євросоюзу.

## Сусідні муніципалітети
- Капрарика-ді-Лечче
- Мартіньяно
- Сан-Донато-ді-Лечче
- Солето
- Цолліно